# Pimpinella pretenderis
Pimpinella pretenderis är en växtart i släktet bockrötter (Pimpinella) och familjen flockblommiga växter. Den beskrevs av Theodhoros Georgios Orphanides och Eugen von Halácsy 1901.
Arten är en flerårig ört som förekommer på Kykladerna i Grekland.